# 华南楼梯草
华南楼梯草（学名：Elatostema balansae）是荨麻科楼梯草属的植物。分布在泰国、越南以及中国大陆的湖南、广东、广西、四川、西藏、贵州、云南等地，生长于海拔300米至2,100米的地区，一般生长在山谷林中和沟边阴湿地，目前尚未由人工引种栽培。

## 外部連結
- Elatostema balansae in Flora of China @ efloras.org（页面存档备份，存于）